# Architettura neocoloniale

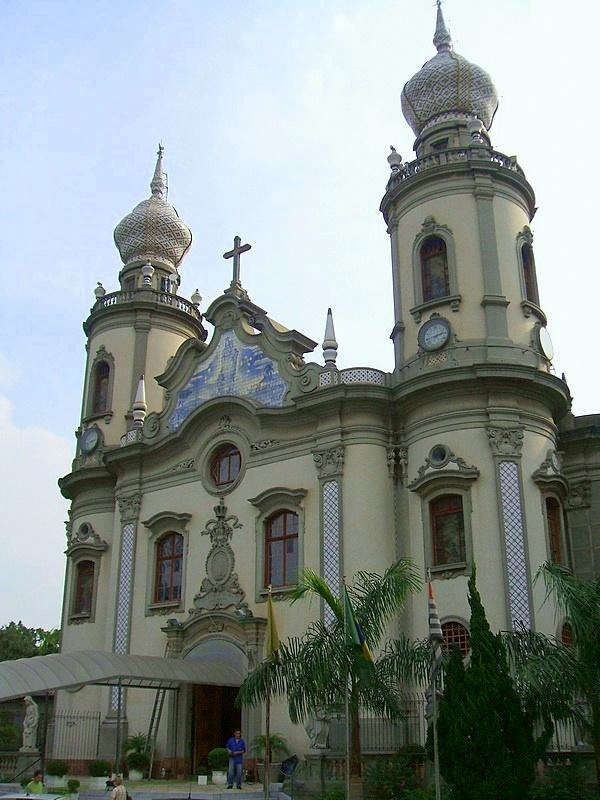
La chiesa di Nostra Signora del Brasile (inaugurata nel 1940), a San Paolo.

L'architettura neocoloniale è stata la principale forma d'arte associata al movimento estetico neocoloniale, parte del revivalismo, degli inizi del XX secolo. Il movimento si propone di riscattare l'architettura e i motivi decorativi tipici dell'epoca coloniale americana di origine iberica e di impiegarli nell'architettura dell'epoca. Lo stile neocoloniale fu comune a tutta l'America Latina - incluso il Brasile - e negli Stati Uniti meridionali.

## In Brasile
(Monteiro Lobato, nel mostrarsi contro l'architettura eclettica e a favore di un'architettura genuinamente brasiliana.)
Lo stile neocoloniale in Brasile è legato alla ricerca di un'arte genuinamente nazionale. Il lancio del nuovo movimento fu alla conferenza "A Arte Tradicional no Brasil" ("L'arte tradizionale in Brasile") organizzata nel 1914 dalla Sociedade de Cultura Artística de São Paulo e dettata dall'architetto e ingegnere portoghese Ricardo Severo.
Nella conferenza, Severo difese lo stile coloniale brasiliano di origine lusitana come il vero stile nazionale, in contrapposizione all'eclettismo e alle tendenze internazionali del revivalismo dell'epoca che, secondo Severo, rappresentavano stili estranei alla tradizione brasiliana. Così, lo stile neocoloniale si presenta ad un tempo un movimento tradizionalista e moderno.

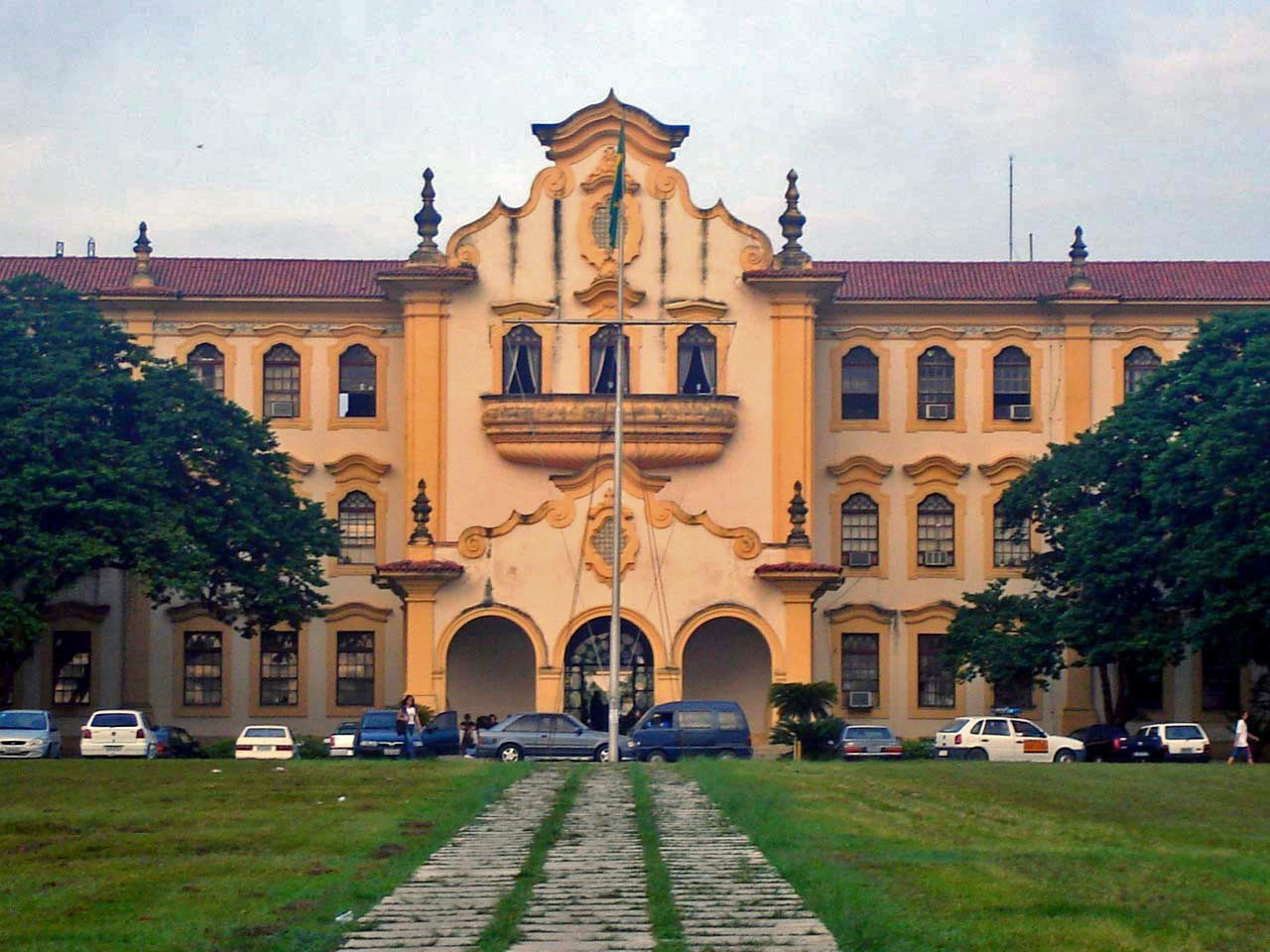
L'Università federale rurale di Rio de Janeiro, a Seropédica.

A partire da questo momento, lo stile neocoloniale ebbe vasta diffusione nell'architettura brasiliana. Ricardo Severo costruì una serie di edifici a San Paolo e nei dintorni, cominciando con il palazzetto Numa de Oliveira (1916), nell'Avenida Paulista, (oggi demolito), e terminando con l'edificio della Facoltà di diritto di San Paolo (1939), sul Largo São Francisco.
José Mariano Filho, storico dell'arte e direttore della Società Brasiliana di Belle Arti, ebbe un ruolo importante nel movimento e patrocinò viaggi di architetti verso le città di Minas Gerais, in cui era notevole il patrimonio barocco brasiliano.
(José Mariano Filho)
Molti architetti di fama aderirono allo stile neocoloniale, come Victor Dubugras, Heitor de Mello, Archimedes Memoria e altri. Durante la Settimana di Arte Moderna del 1922, dedicata alla ricerca di un'arte nazionale, Georg Przyrembel presentò progetti che sono esempi di questo stile. Anche Lúcio Costa, da giovane, fu seguace del movimento e giunse a progettare case neocoloniali, come alcune che si trovano a Rio de Janeiro sul Largo do Boticário.
A Rio de Janeiro, allora capitale, lo stile neocoloniale fu impiegato per molti padiglioni dell'Esposizione Internazionale del Centenario dell'Indipendenza del 1922. Altro esempio importante è l'edificio dell'attuale Museo storico nazionale del Brasile, trasformato in stile neocoloniale fra il 1920 e il 1922 da Archimedes Memoria e Francisco Cuchet.
A Rio de Janeiro, lo stile neocoloniale fu adottato anche per molti edifici scolastici come il vecchio Instituto de Educação (oggi Instituto Superior de Educação do Estado do Rio de Janeiro), costruito fra il 1927 e il 1930 dagli architetti Ângelo Bruhns e José Cortez.

## Galleria d'immagini

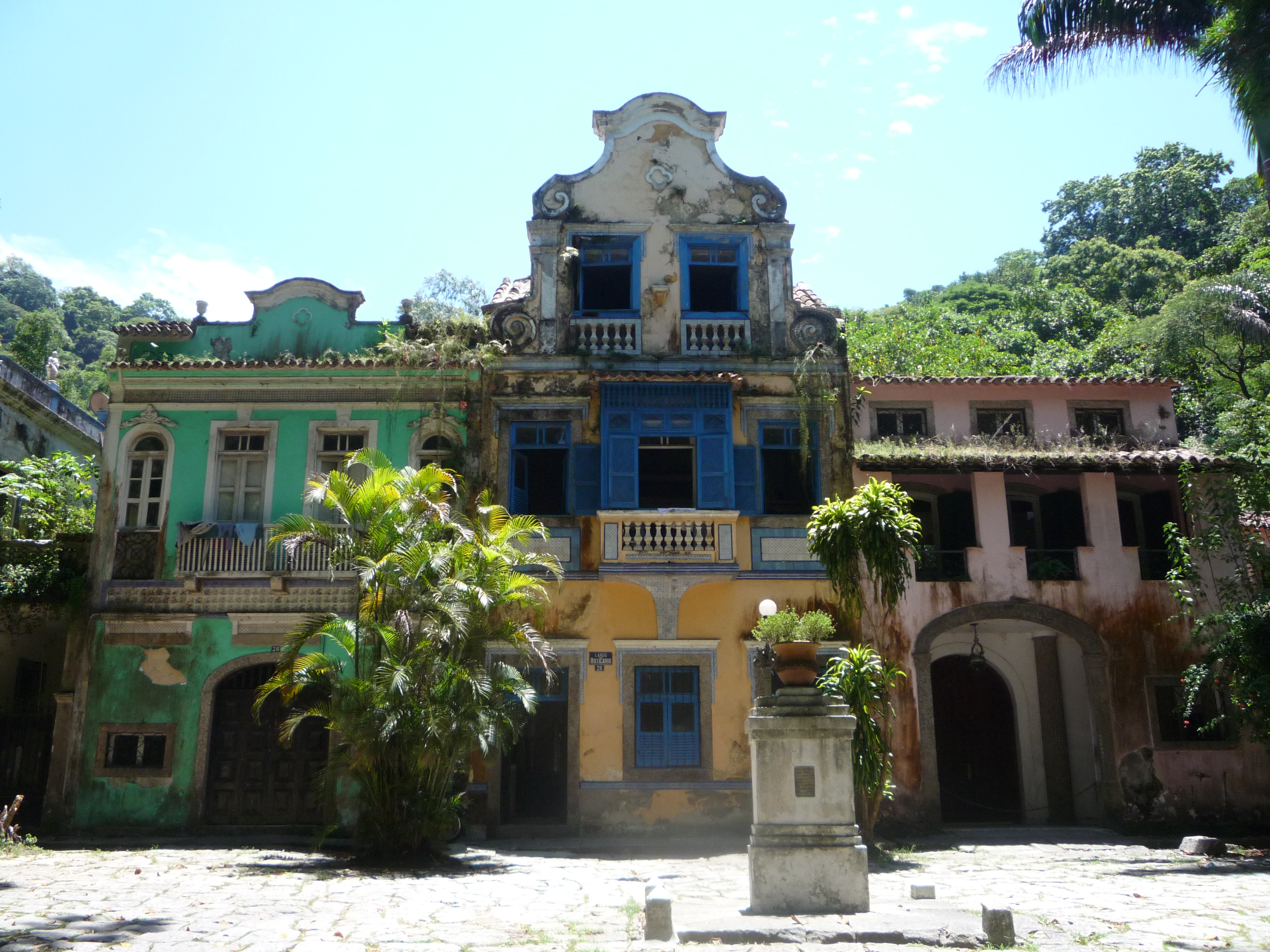
Largo do Boticário, nel quartiere di Cosme Velho, a Rio de Janeiro.
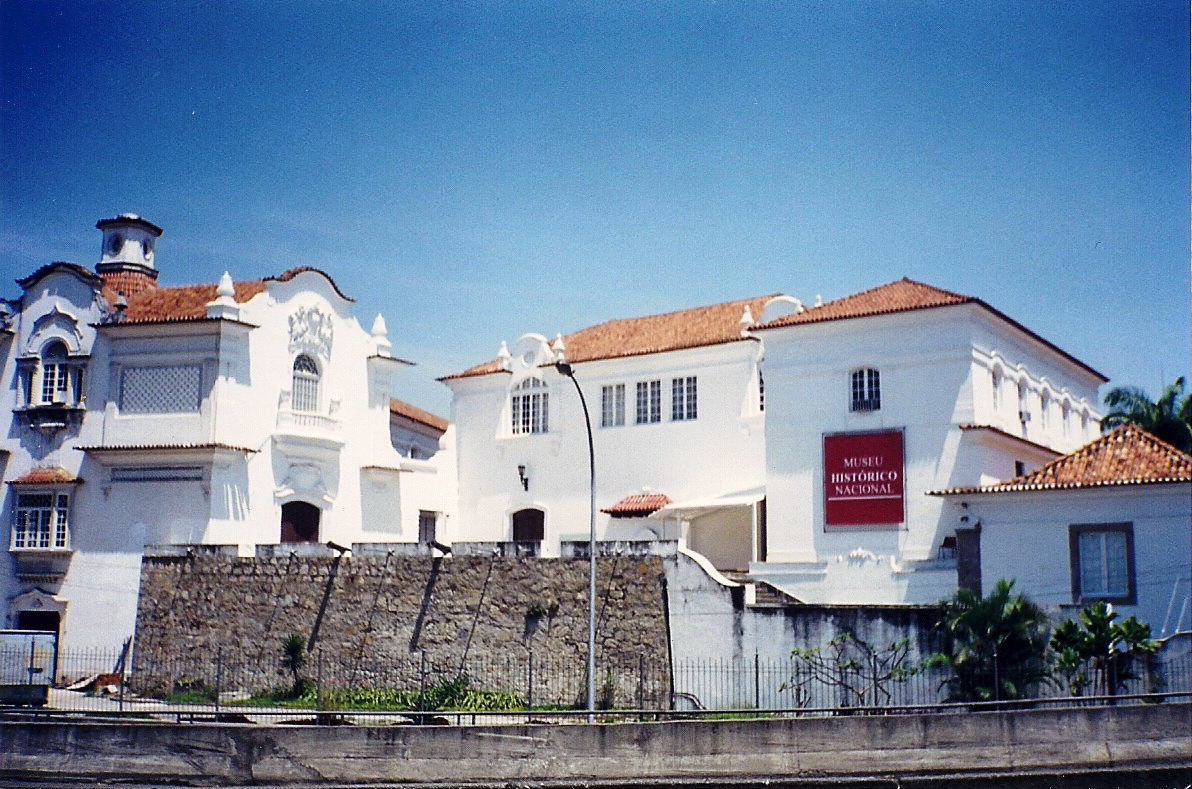
Museo storico nazionale del Brasile, progetto di Archimedes Memoria, a Rio de Janeiro.
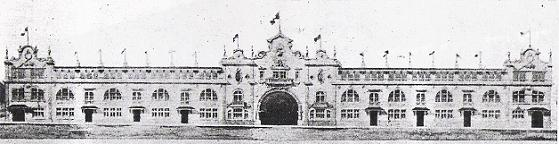
Facciata dell'Estádio São Januário (inaugurato nel 1927), a Rio de Janeiro.
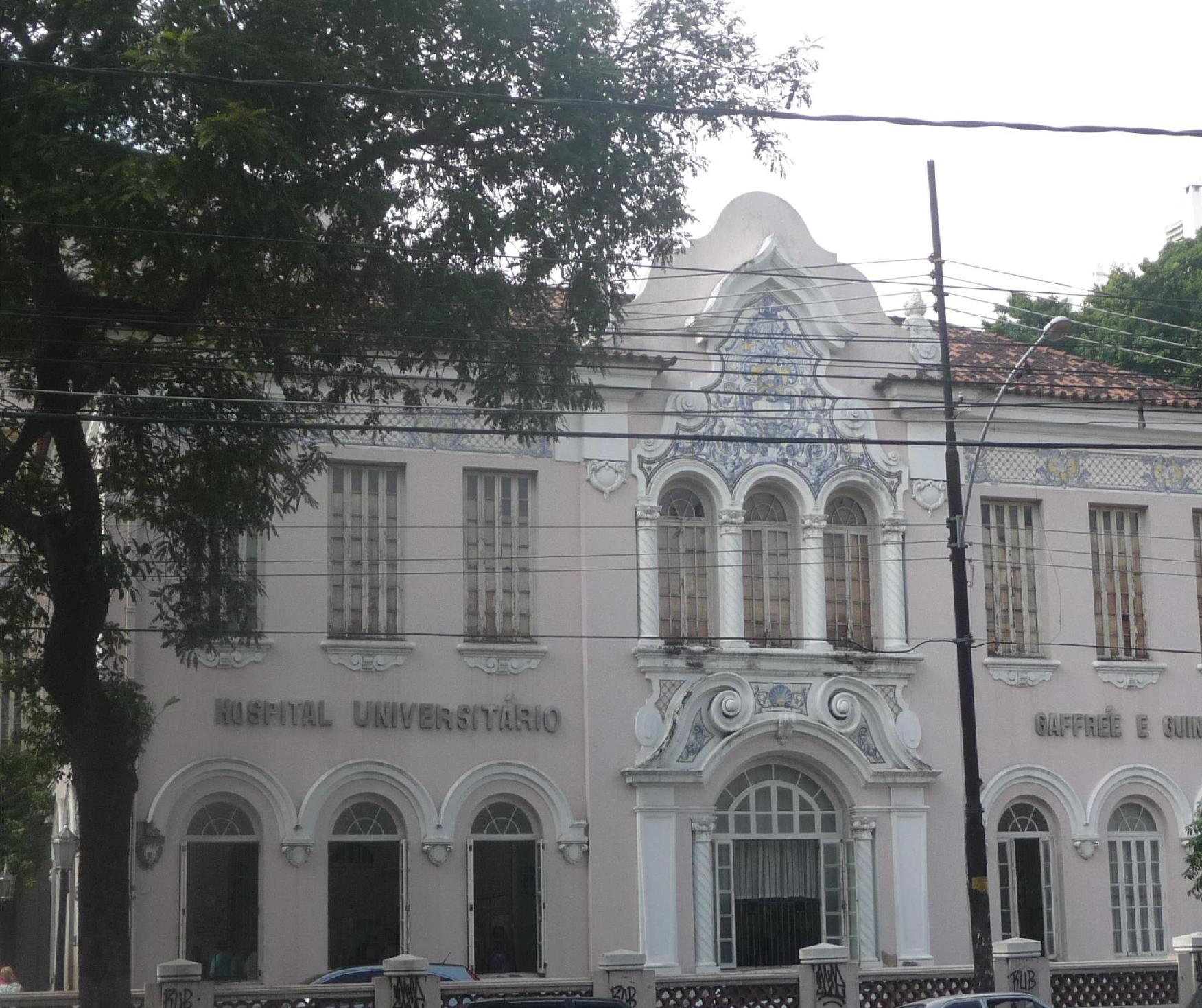
Entrata dell'Ospedale Universitario Gaffrée e Guinle, a Rio de Janeiro.
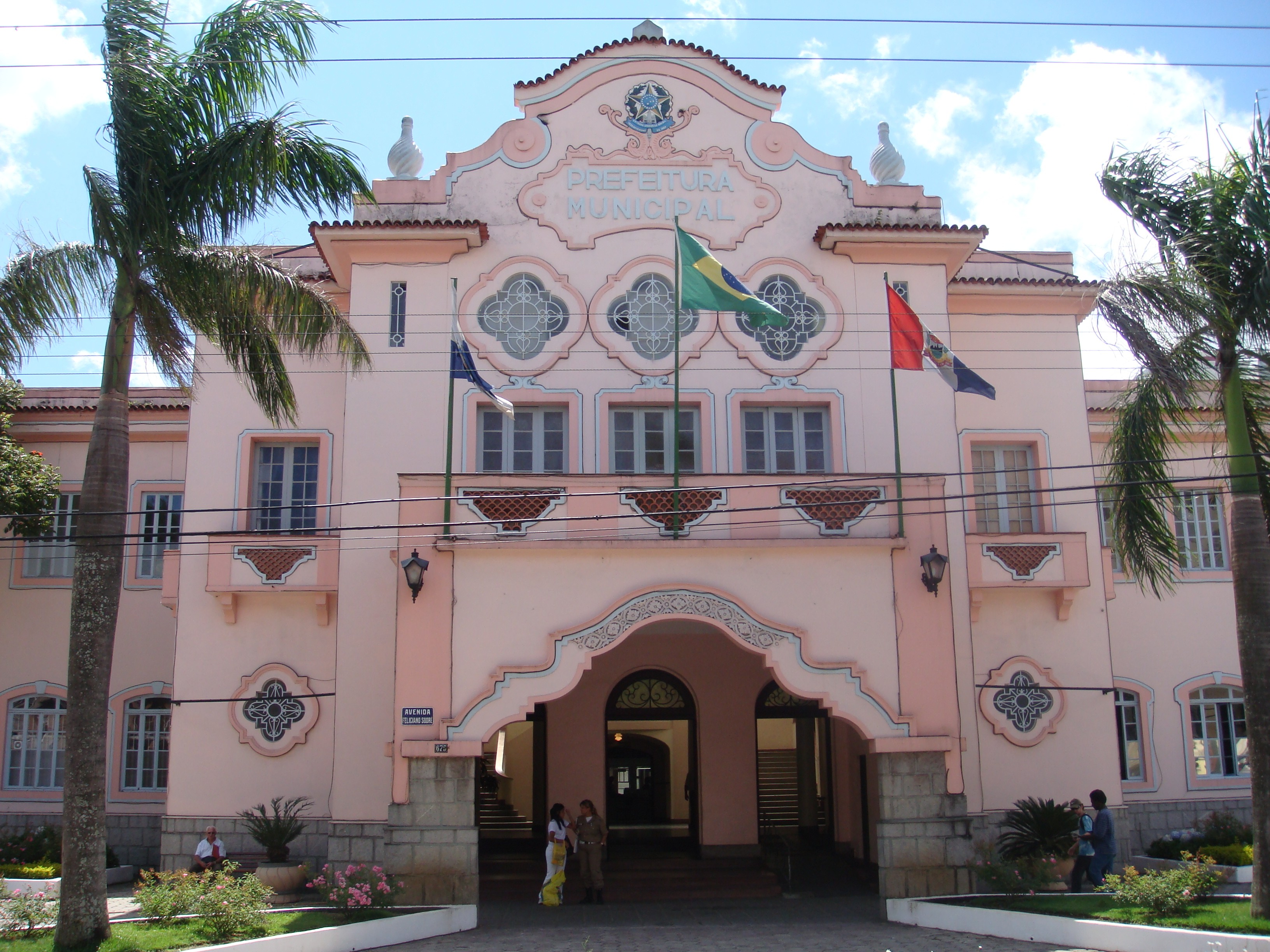
Palazzo Teresa Cristina a Teresópolis (inaugurato nel 1927).
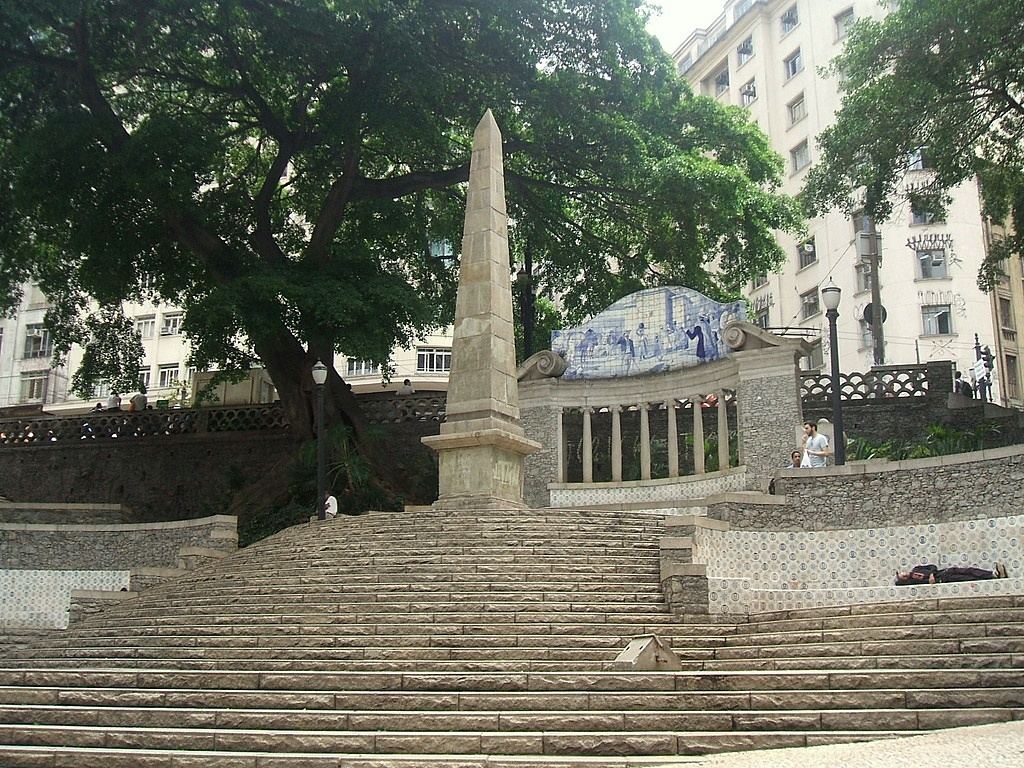
La fontana del Largo da Memória (a destra), a San Paolo. L'Obelisco do Piques risale invece all'epoca coloniale.
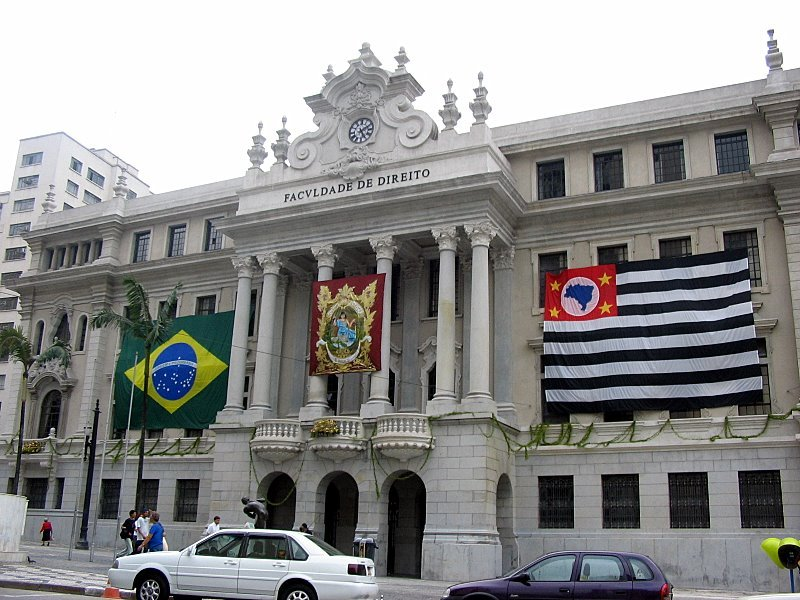
Facoltà di diritto di San Paolo, edificio eclettico con forte influenza neocoloniale (inaugurato nel 1939).
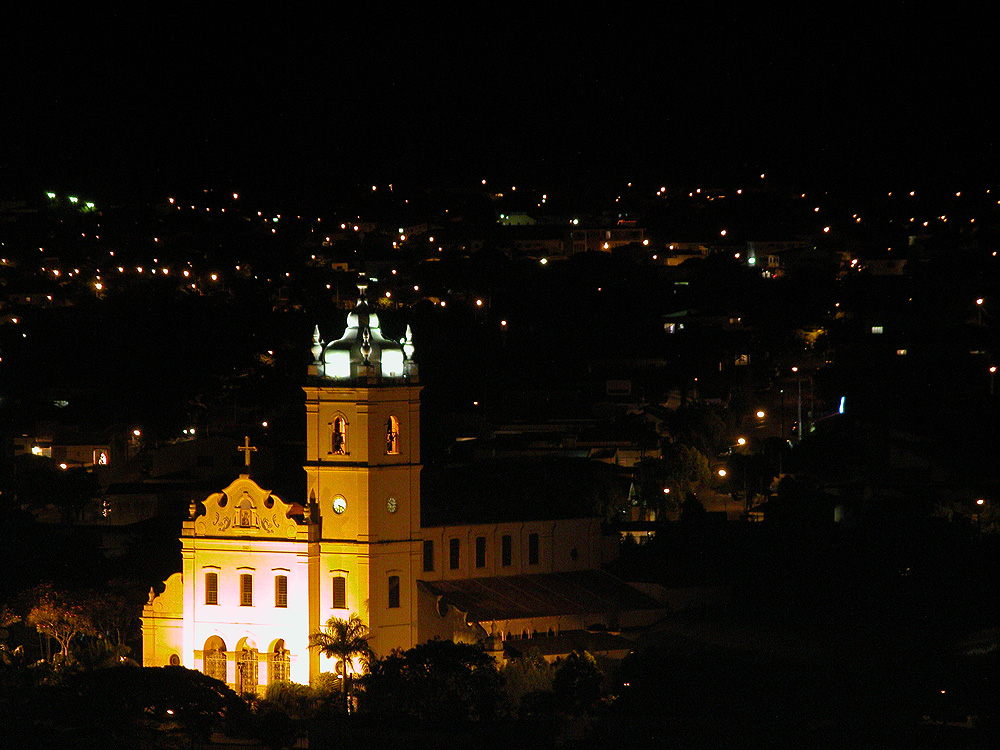
Parrocchia Santuario Nostra Signora del Perpetuo Soccorso, a São João da Boa Vista.
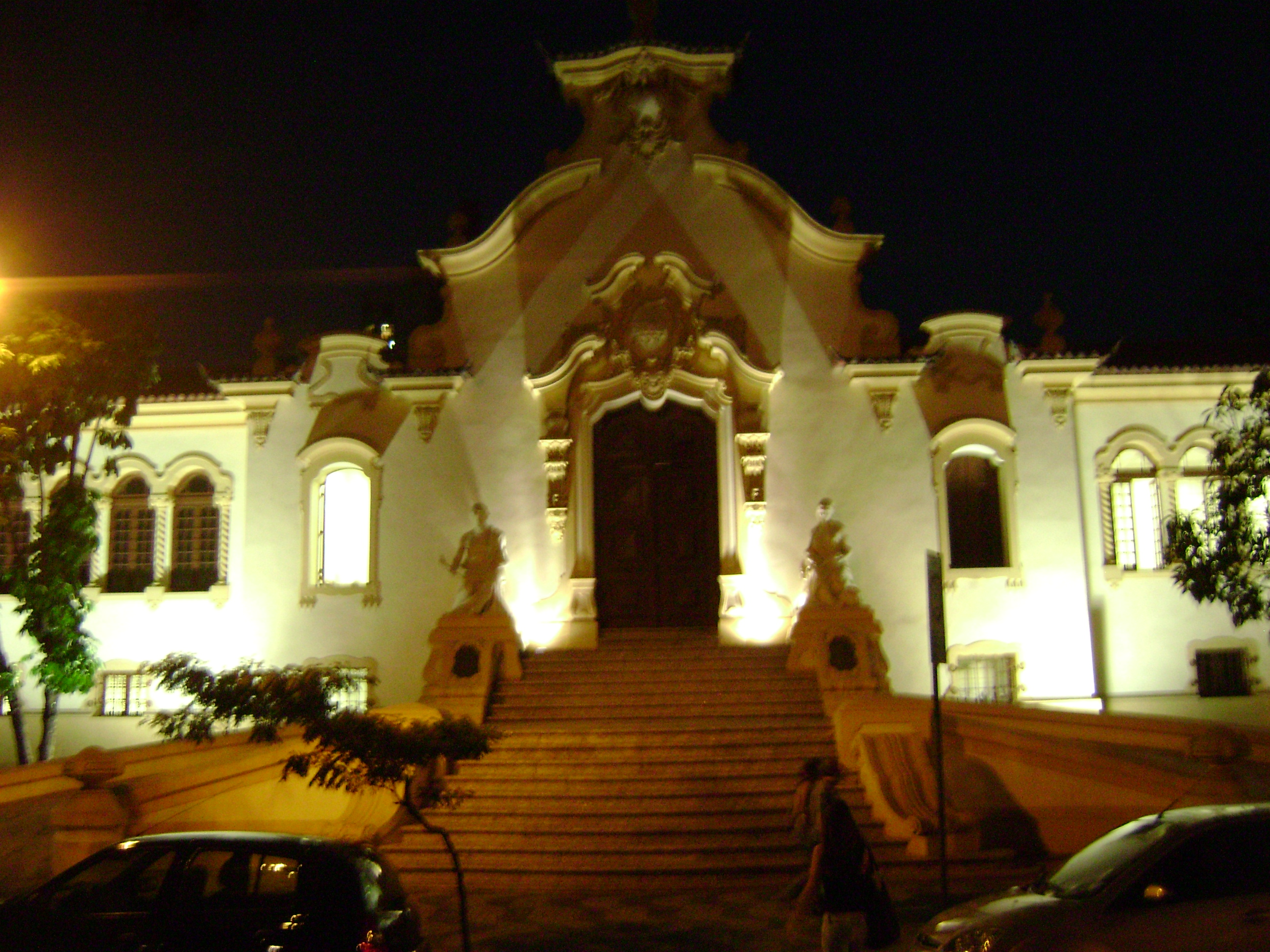
Complesso scolastico Pedro II, a Belo Horizonte.
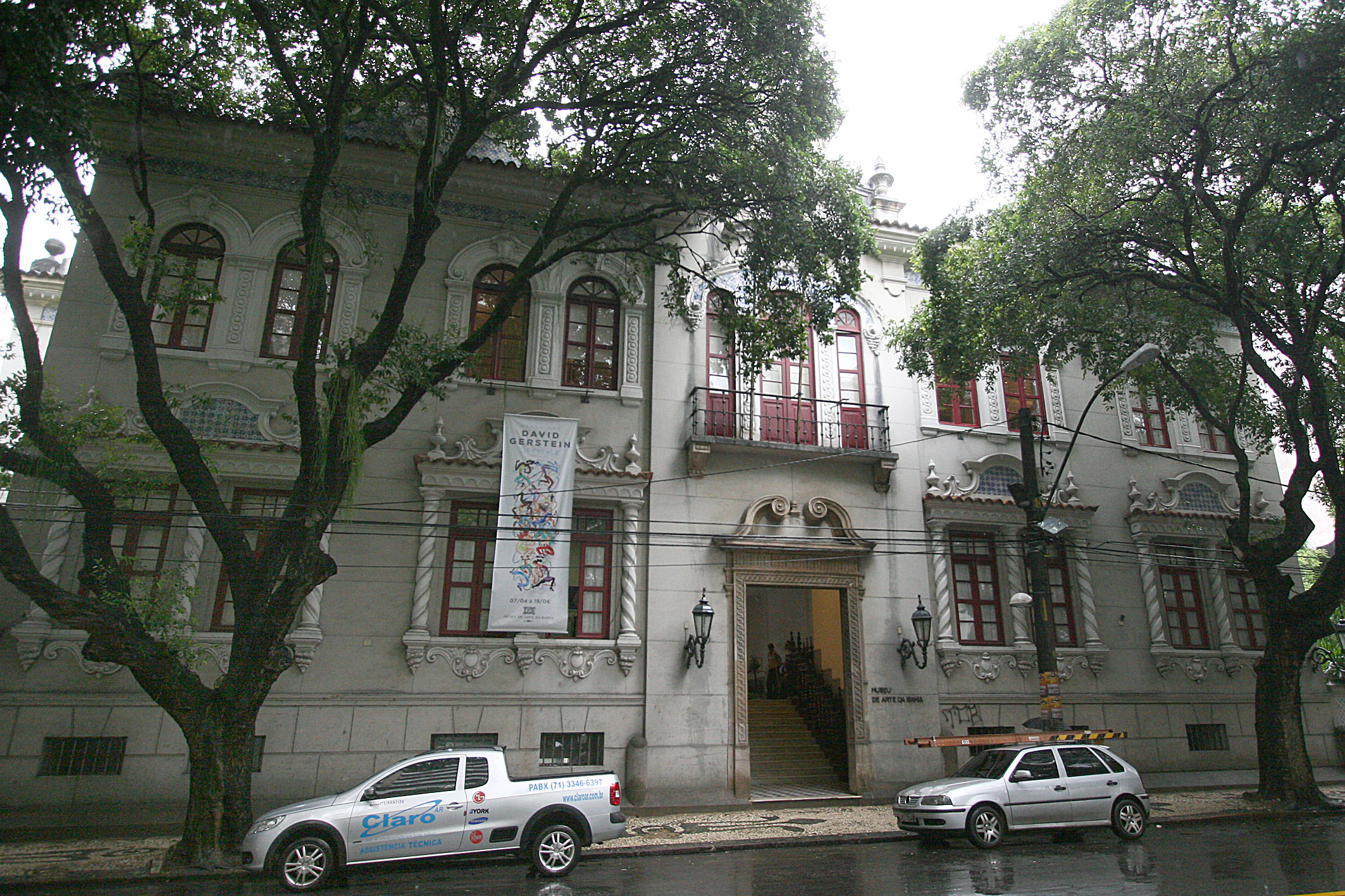
Museo d'Arte di Bahia, a Salvador.
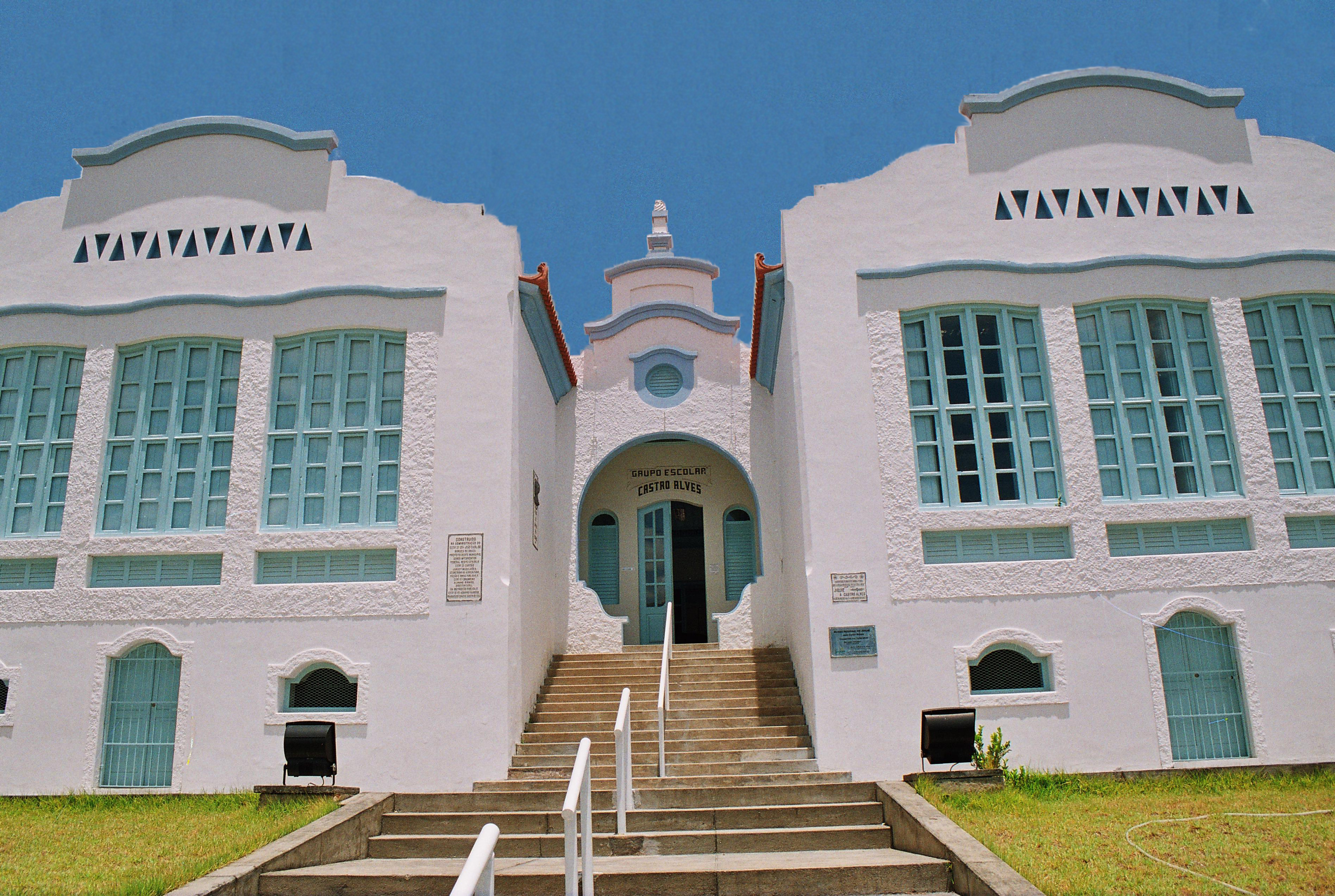
Complesso scolastico Castro Alves, a Jequié (inaugurato nel 1934)